# 의주 김씨
의주 김씨(宜寧金氏)는 평안북도 의주군을 본관으로 하는 한국의 성씨이다. 시조는 구산군 김성갑이다.

## 참고 자료
- “의주김씨(宜寧金氏)”. 뿌리를 찾아서.[깨진 링크(과거 내용 찾기)]